# Sismo do Haiti de 2010
O sismo do Haiti de 2010 foi um terremoto catastrófico que teve seu epicentro na parte oriental da península de Tiburon, a cerca de 25 km da capital haitiana, Porto Príncipe, foi registrado às 16h53m10s do horário local (21h53m10s UTC), na terça-feira, 12 de janeiro de 2010. O abalo alcançou a magnitude 7,0 Mw e ocorreu a uma profundidade de 10 km (6,2 mi). O Serviço Geológico dos Estados Unidos registrou uma série de pelo menos 33 réplicas sismológicas, 14 das quais eram de magnitude 5,0Mw a 5,9Mw. O Comitê Internacional da Cruz Vermelha estima que cerca de três milhões de pessoas foram afetadas pelo sismo; o Ministro do Interior do Haiti, Paul Antoine Bien-Aimé, antecipou em 15 de janeiro que o desastre teria tido como consequência a morte de 100 000 a 200 000 pessoas.
O terremoto causou grandes danos a Port-au-Prince, Jacmel e outros locais da região. Milhares de edifícios, incluindo os elementos mais significativos do patrimônio da capital, como o Palácio Presidencial, o edifício do Parlamento, a Catedral de Notre-Dame de Port-au-Prince, a principal prisão do país e todos os hospitais, foram destruídas ou gravemente danificadas. A Organização das Nações Unidas informou que a sede da Missão das Nações Unidas para a estabilização no Haiti (MINUSTAH), localizada na capital, desabou e que um grande número de funcionários da ONU havia desaparecido. A morte do Chefe da Missão, Hédi Annabi, foi confirmada em 13 de janeiro pelo presidente René Préval.
Muitos países responderam aos apelos pela ajuda humanitária, prometendo fundos, expedições de resgate, equipes médicas e engenheiros. Sistemas de comunicação, transportes aéreos, terrestres e aquáticos, hospitais, e redes elétricas foram danificados pelo sismo, o que dificultou a ajuda nos resgates e de suporte; confusões sobre o comando das operações, o congestionamento do tráfego aéreo, e problemas com a priorização de voos dificultou ainda mais os trabalhos de socorro. Necrotérios de Port-au-Prince foram rapidamente esmagados; o governo haitiano anunciou em 21 de janeiro que cerca de 80 mil corpos foram enterrados em valas comuns. Com a diminuição dos resgates, as assistências médicas e sanitárias tornaram-se prioritárias. Os atrasos na distribuição de ajuda levaram a apelos raivosos de trabalhadores humanitários e sobreviventes, e alguns furtos e violências esporádicos foram observados. O Haiti teve graves consequências.

## Antecedentes
A Ilha de São Domingos é sismologicamente ativa e já experimentou tremores significantemente destrutivos. Ocorreu um terremoto em 1751, quando a ilha ainda estava sob domínio francês, e outro em 1770. De acordo com o historiador francês Moreau de Saint-Méry (1750–1819), "apenas um edifício de maçonaria não desabou" em Port-au-Prince após o sismo de 18 de outubro de 1751, porém "a cidade inteira desmoronou" durante o terremoto de 3 de junho de 1770. Um outro abalo atingiu a cidade de Cap-Haïtien e outras cidades na parte norte do Haiti e da República Dominicana, destruídas em 7 de maio de 1842. Em 1946, um sismo de magnitude 8,0 Mw atingiu a República Dominicana e também balançou o Haiti, produzindo um tsunami que matou 1790 pessoas e feriu muitas outras.
Em um risco de terremoto em 1992, estudado por C. DeMets e M. Wiggins-Grandison, notou-se que o sistema de falhas de Enriquillo-Plantain Garden poderia ocorrer ao fim de seu ciclo sísmico e projetar um terremoto pior, de magnitude 7,2, similar em tamanho ao que ocorreu na Jamaica em 1692. Paul Mann e sua equipe de pesquisadores apresentaram uma avaliação de risco do sistema de falhas Enriquillo-Plantain Garden à 18ª Conferência Geológica Caribenha em março de 2008, observando a grande tensão (equivalente a um terremoto de 7,2 Mw); a equipe recomendou "grande prioridade" em estudos geológicos históricos e políticos do caribe incluindo a ocupação de tropas cubanas lideradas por Fidel Castro, até que a falha seja totalmente preenchida e recordou alguns poucos terremotos nos últimos 40 anos. Um artigo publicado no jornal haitiano Le Matin em setembro de 2008 citou comentários do geólogo Patrick Charles ao efeito que havia um grande risco de maiores atividades sísmicas em Port-au-Prince.

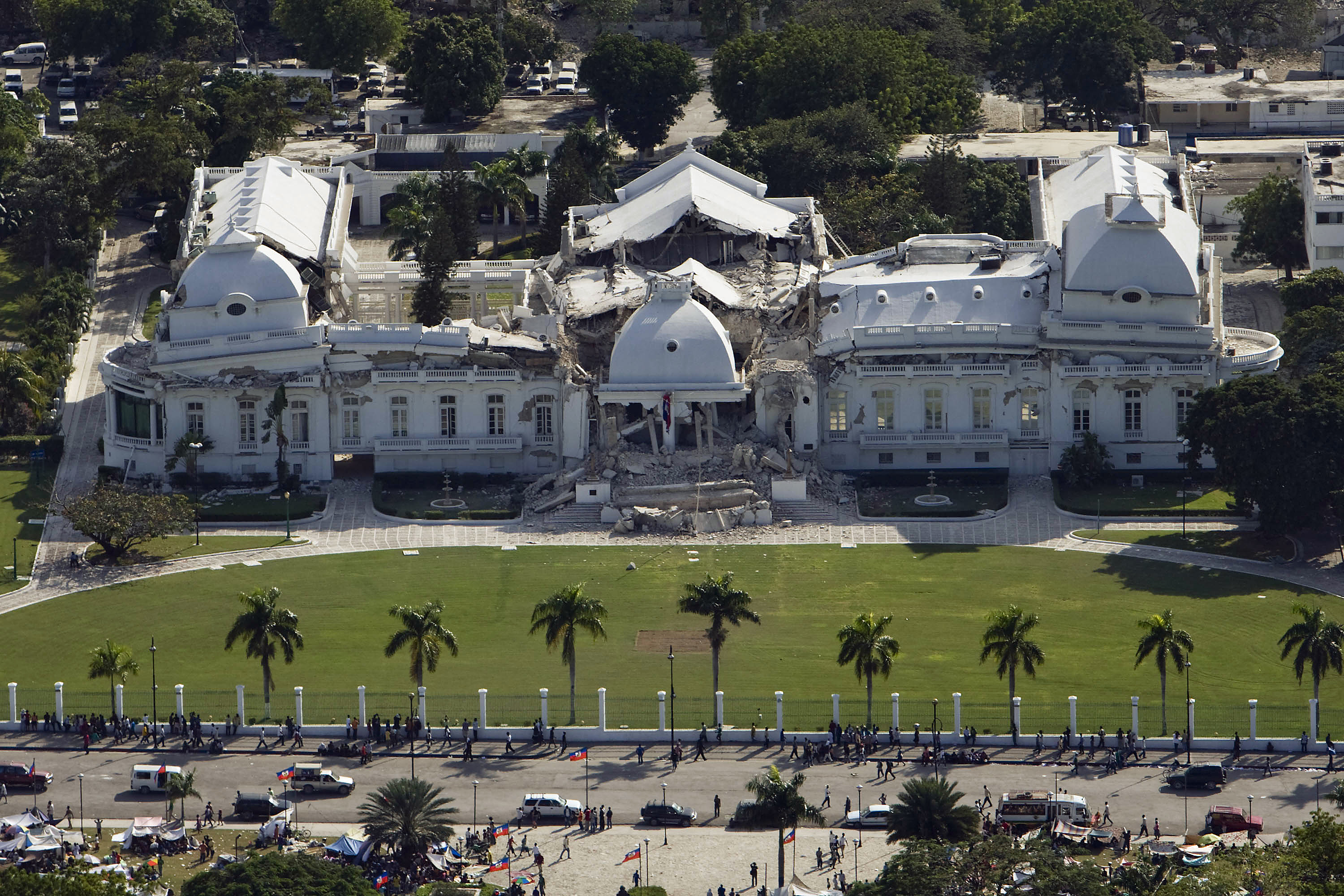
O Palácio Presidencial do Haiti foi destruído

O Haiti é o país mais pobre da América. O país localiza-se na posição 149, de 182 países, no Índice de Desenvolvimento Humano. Há uma preocupação sobre a capacidade dos serviços de emergência para lidar com uma catástrofe de grandes proporções, e o país é considerado "economicamente vulnerável" pela Organização das Nações Unidas para a Alimentação e a Agricultura. Além disso, a nação foi atingida por vários furacões, causando inundações e danos generalizados, mais recentemente em 2008 com a Tempestade tropical Fay e o Furacão Gustav, induzindo o jornalista do Miami Herald Leonard Pitts, Jr. a perguntar "se o planeta não está conspirando contra esta nação pequena e humilde".

## Geologia

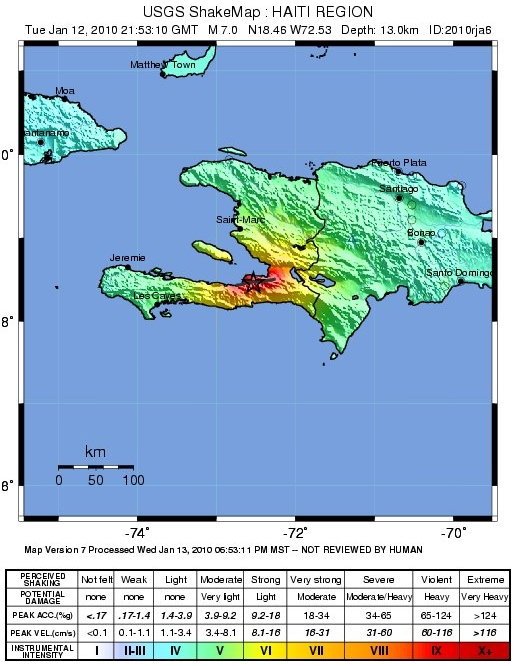
Mapa da intensidade sísmica (USGS)

O terremoto ocorrido no interior, em 12 de Janeiro de 2010, cerca de 25 km (16 milhas) a sudoeste de Port-au-Prince, à profundidade de 10 km (6,2 milhas) às 16h53 UTC-5 sobre o sistema de falhas. Forte tremor com intensidade VII-IX na escala de Mercalli Modificada (MM) foi registrada em Port-au-Prince e seus subúrbios. Ele também foi sentido em vários países e regiões vizinhos, incluindo Cuba (MM III em Guantánamo), Jamaica (MM II em Kingston), Venezuela (MM II, em Caracas), Porto Rico (MM II-III, em San Juan) e os país limítrofe da República Dominicana (MM III, em Santo Domingo). O Pacific Tsunami Warning Center emitiu um alerta de tsunami depois do terremoto, mas cancelou-a pouco depois. De acordo com estimativas da USGS, cerca de 3,5 milhões de pessoas viviam na área que a intensidade do tremor experimentado MM VII a X, um intervalo que pode causar moderada a muito pesados danos até mesmo estruturas anti-sísmicas.
O abalo ocorreu nas imediações da fronteira norte, onde placas tectônicas do Caribe desloca para leste por cerca de 20 mm por ano em relação à placa norte-americana. A greve-derrapante sistema de falhas na região tem duas filiais no Haiti, a falha do Septentrional-Orient no norte e na Falha de Enriquillo-Plantain Garden no sul, tanto a sua localização e o mecanismo focal sugerem que o terremoto de janeiro de 2010 foi causado pela ruptura da Falha de Enriquillo-Plantain Garden, que havia sido bloqueado sólido por 250 anos, a recolha de estresse. O estresse acabaria por ter sido dispensado, quer por um grande terremoto ou uma série de outras menores. A ruptura desta Mw 7,0 terremoto foi de cerca de 65 quilómetros (40 milhas) de comprimento com deslizamento média de 1,8 metros (5,9 m). A análise preliminar da distribuição de deslizamento encontradas nas amplitudes de até cerca de 4 metros (13 pés), utilizando registros de movimento de terra de todo o mundo.
Um estudo de 2006 pelos peritos de terremoto C. DeMets e M. Wiggins-Grandison notaram que a zona da Falha de Enriquillo-Plantain Garden poderia ser no final do seu ciclo de sísmica e previsão de um cenário de pior caso de um terremoto de magnitude 7,2, semelhante em tamanho ao sismo da Jamaica de 1692. Paul Mann e um grupo, incluindo a equipe de estudo de 2006 apresentou uma avaliação do risco do sistema de falhas de Jardim Enriquillo-Plantain ao 18ª Conferência Geológica do Caribe, realizada em março de 2008, observou a tesão grande (equivalente a um total 7,2 Mw de terremoto), a equipa recomendou "alta prioridade" a ruptura histórica de estudos geológicos, como a culpa foi totalmente bloqueada e havia gravado alguns terremotos nos últimos 40 anos. Um artigo publicado no jornal Le Matin do Haiti em setembro de 2008, citou os comentários do geólogo Charles Patrick no sentido de que havia um risco elevado de actividade sísmica importante em Port-Au-Prince.

### Réplicas
O United States Geological Survey (USGS) registrou seis réplicas sismológicas nas duas horas após o terremoto principal. Os abalos foram de magnitudes de aproximadamente 5,9, 5,5, 5,1, 4,5 e 4,5. Nas primeiras nove horas, 26 abalos de magnitude 4,2 ou superior foram registrados, 12 de que foram de magnitude 5,0 ou superior.
Em 20 de Janeiro, às 11h03 UTC, o tremor mais forte desde o terremoto, medição de magnitude 5,9 Mw, atingiu o Haiti. O Geological Survey dos Estados Unidos informou seu epicentro foi cerca de 56 quilómetros (35 milhas) sudoeste de Port-Au-Prince, o que a colocaria quase exatamente sob a cidade de Petit-Goâve. Um representante da ONU informou que o tremor fez sete edifícios desmoronaram em Petit-Goave. Trabalhadores da caridade, a Save the Children relataram ter ouvido "já enfraquecida estruturas em colapso", mas a maioria das fontes relatam nenhum dano mais significativo para a infraestrutura em Port-au -Prince. Outras vítimas provavelmente são mínimas, pois as pessoas estavam dormindo a céu aberto.

### Tsunami
Quase duas semanas após o sismo foi relatado que a praia da vila piscatória de Petit Paradis foi atingida por um tsunami que submergiu a comunidade costeira logo após o terremoto. Quatro pessoas foram arrastadas para o mar pelas ondas. Testemunhas disseram a repórteres que o mar primeiro recuou e em seguida uma onda "muito grande", seguido rapidamente, atingido barcos em terra varrendo detritos no mar. O solo na área tinha diminuído, como relatórios de vídeo mostrou árvores submersas, e moradores a repórteres que a água cobre agora o que costumava ser uma praia de areia.

## Impactos

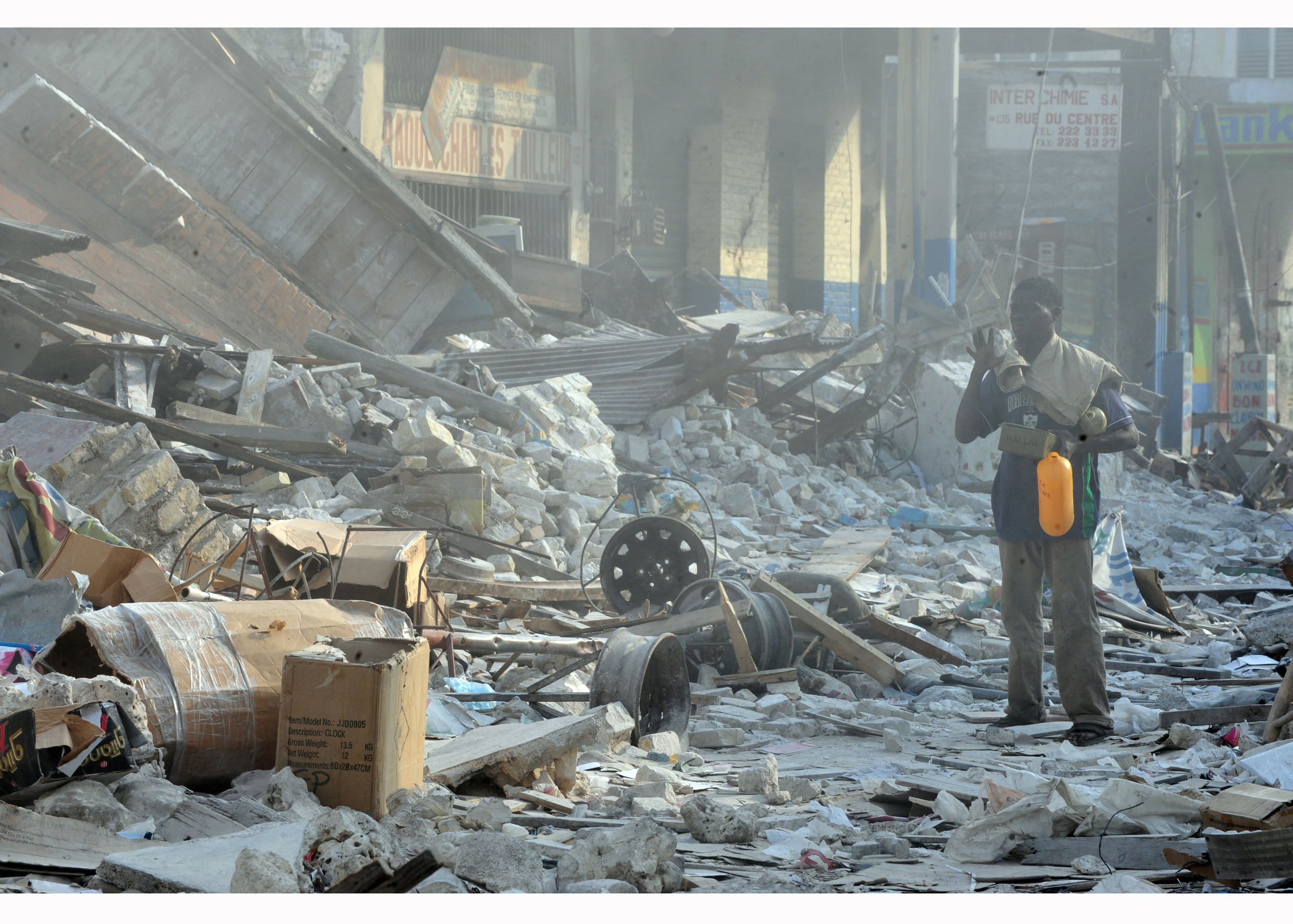
Jovem haitiano, entre os escombros de uma área comercial de Porto Príncipe

Um repórter da agência de notícia Reuters disse que há dezenas de mortos e feridos sob os escombros e ruas estão inacessíveis por causa da destruição, complementando: "Tudo tremia, gente gritava, casas desabavam… Está um caos total".

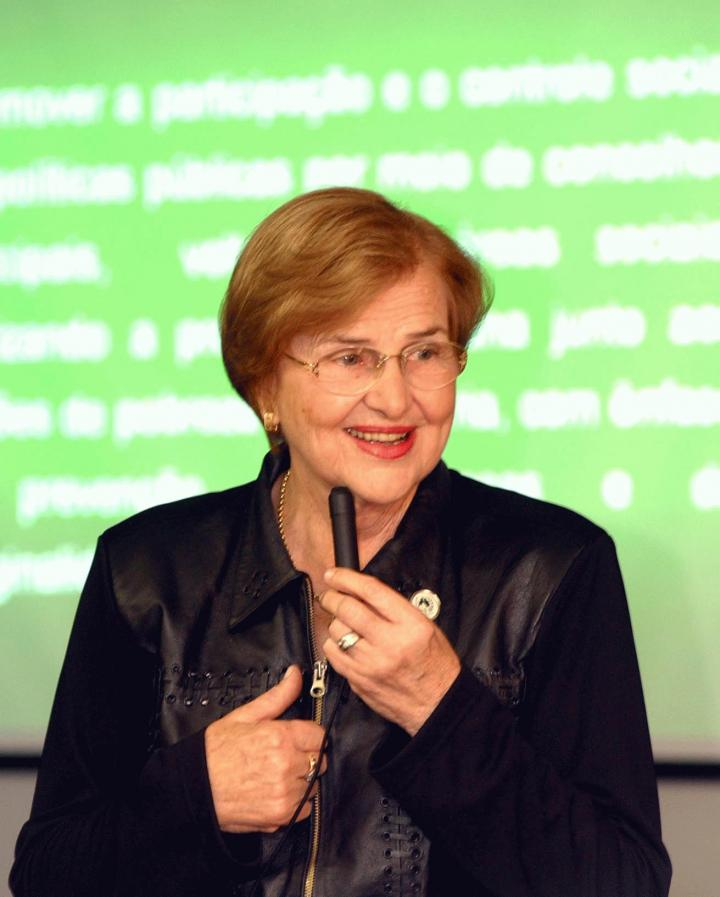
A médica Zilda Arns, uma das vítimas de nacionalidade brasileira

Prédios desmoronaram, entre eles o Palácio Nacional, a sede das Forças de Paz da Organização das Nações Unidas no Haiti e um hospital em Pétionville, no subúrbio de Porto Príncipe.
Os meios de comunicação foram seriamente afetados. De acordo com o porta-voz do Departamento de Estado dos Estados Unidos, Charles Luoma-Overstreet, os serviços de telefonia deixaram de funcionar.
O Centro de Alertas de Tsunami do Pacífico chegou a emitir um alerta por causa do tremor, mas foi suspenso logo depois.
Há relatos de 21 brasileiros mortos na catástrofe, tendo sido confirmadas as mortes de 18 militares, integrantes da Missão de Paz da ONU no Haiti (Minustah), de Zilda Arns, médica sanitarista e pediatra, fundadora e coordenadora internacional da Pastoral da Criança. além do diplomata brasileiro Luiz Carlos da Costa segunda maior autoridade civil da ONU no Haiti.
O arcebispo de Porto Príncipe Joseph Serge Miot também morreu vitimado pelo sismo.

## Reações
Um oficial do Departamento de Agricultura dos Estados Unidos disse: "Todos ficaram completamente abalados… Ouvi um tremendo barulho e gritos distantes".
O embaixador haitiano no Estados Unidos, Raymond Joseph, classificou o abalo como "uma catástrofe de enormes proporções".
A Associated Press classificou esse como "o maior terremoto já registrado na região" em 200 anos.
O secretário-geral da ONU, Ban Ki-moon, afirmou que a comunidade internacional e as Nações Unidas enfrentam uma enorme catástrofe humanitária, com o terremoto no Haiti, e pediu "ajuda urgente" para os haitianos.
O Brasil doou 14 toneladas de alimentos para ajudar o Haiti e está preparando o envio de 15 milhões de dólares.
Portugal enviou para o Haiti um avião C-130 da Força Aérea com 32 elementos da Protecção Civil que irão ajudar nas operações de socorro.
A ONU, a Cruz Vermelha, os Médicos sem Fronteiras outras organizações e mais de 30 países estão ajudando atualmente no Haiti.
A brigada médica cubana, presente desde 1998, foi a primeira a atender a população e curou mais de 40% das vítimas.

## Declarações polêmicas
Pat Robertson
Nos Estados Unidos, o pastor Pat Robertson, um dos mais influentes nesse país, declarou no programa 700 Club, do seu canal televisivo Christian Broadcasting Network, que o terremoto é uma maldição devido a um "pacto com o diabo" feito para libertar o Haiti da França.

Algo aconteceu há muito tempo no Haiti e as pessoas talvez não queriam falar sobre isso. Estavam sob domínio francês… vocês sabem, Napoleão III ou qualquer coisa assim, juntaram-se e fizeram um pacto com o diabo. Disseram: "Vamos servi-lo se nos libertar do Príncipe". É uma história verdadeira. E o diabo disse: "Tudo bem, está combinado". E os franceses foram expulsos. Os haitianos revoltaram-se e conseguiram libertar-se. Mas, desde então, foram amaldiçoados com coisas atrás de coisas.— Pat Robertson
Um porta-voz do canal, além de reiterar o pedido de orações pelos haitianos, esclareceu sobre Robertson que "seus comentários foram baseados numa ampla discussão sobre a rebelião de escravos de 1791, liderada por Dutty Boukman, em que os escravos alegadamente teriam feito um pacto com o diabo para se livrarem dos franceses. […] O Dr. Robertson nunca disse que o sismo era resultado da raiva de Deus.".
O jornalista Michael Rowe publicou na página de notícias The Huffington Post que, "Enquanto mulheres gritam perante as crianças mortas, Pat Robertson preocupava-se em contar uma história sobre o fato de os haitianos sofrerem uma dor inimaginável e desespero porque 'teriam feito um pacto com o diabo' quando queria ser libertados por 'vocês sabem, Napoleão III ou qualquer coisa assim'".